# Pealius nilgiriensis
Pealius nilgiriensis là một loài côn trùng cánh nửa trong họ Aleyrodidae, phân họ Aleyrodinae.
Pealius nilgiriensis được David miêu tả khoa học đầu tiên năm 1972.